# Aimo (Vorname)
Aimo bzw. Aymo ist ein finnischer Männervorname. Des Weiteren ist Aimo eine Version des Vornamens des im 9. Jahrhundert lebenden Bischofs Haymo von Halberstadt.

## Herkunft und Bedeutung
Der Name kommt aus dem Finnischen und bedeutet so viel wie gut, großartig, ausgezeichnet oder auch reich, groß oder beträchtlich.

## Namenstag
Es gibt mehrere Namenstage für den finnischen Vornamen Aimo. Dazu gehören der 29. November, der 21. April (in Estland) oder der 16. April in der orthodoxen Kirche.

## Namensträger

### Finnische
- Aimo Aaltonen (1906–1987), finnischer kommunistischer Politiker
- Aimo Kaarlo Cajander (1879–1943), finnischer Wissenschaftler und Politiker
- Aimo Mäenpää (1937–2018), finnischer Ringer
- Aimo Sakari (1911–2001), finnischer Romanist, Provenzalist, Mediävist und Übersetzer
- Aimo Tepsell (* 1932), finnischer Orientierungsläufer

### Nicht-finnische
- Aimo Brookmann (* 1984), deutscher, unter dem Pseudonym Taichi bekannter Rapper
- Aimo Diana (* 1978), italienischer Fußballspieler
- Aimo Heilmann (* 1974), deutscher Schwimmer

### Aymo
- Aymo von Grandson († 1262), Bischof von Genf.
- Aymo Brunetti (* 1963), Schweizer Ökonom.